# Matthew Weiner
Matthew Weiner (Baltimore, 29 de junho de 1965) é um roteirista, diretor e produtor de televisão norte-americano, mais conhecido por criar a série Mad Men. Ele também já trabalhou na série The Sopranos, atuando como roteirista e produtor executivo durante suas duas últimas temporadas. Weiner já venceu nove Primetime Emmy Awards por seu trabalho em The Sopranos e Mad Men, além de dois BAFTA. Em 2011, Weiner foi eleito uma das "100 Pessoas Mais Influentes do Mundo" pela revista TIME.
Weiner nasceu em 29 de junho de 1965 em Baltimore, Maryland, em uma família judia. Ele estudou na Park School of Baltimore, crescendo em Los Angeles. Seu pai era um pesquisador médico e membro do departamento de neurologia da Universidade do Sul da Califórnia. Sua mãe era formada advogada, mas nunca exerceu a profissão. Ele cursou letras na Universidade Wesleyan, estudando literatura, filosofia e história, conseguindo um mestrado de belas artes na Escola de Cinema e Televisão da Universidade do Sul da Califórnia.